# Радость жизни (роман)
«Радость жизни» — роман знаменитого французского писателя, публициста и общественного деятеля Эмиля Золя (1840—1902). Написанный в 1884 году, роман является двенадцатым томом эпопеи «Ругон-Маккары».

## Сюжет
Полина — дочь Лизы Маккар, в замужестве Кеню, муж Лизы — колбасник Кеню (Чрево Парижа).
После смерти родителей опекуном Полины становится её родственник со стороны отца — двоюродный дядя Шанто (болен подагрой). Полина приезжает в Бонвиль в возрасте 10 лет.
Бонвиль — небольшая рыбацкая деревня у моря на севере Франции, недалеко от Кана:
«здесь ютились хижины Бонвиля, — штук двадцать пять — тридцать. Каждый прилив грозил смести их с этой узкой каменистой полоски и разбить о стены ущелья. Слева находилась небольшая пристань — песчаная коса, по которой рыбаки волокли с десяток лодок, подбадривая друг друга криками. В селении едва насчитывалось двести жителей; жили они морем, жили очень плохо, но цепко, с тупым упорством моллюсков держась за свою скалу. Над этими жалкими кровлями, через которые каждую зиму перекатывались волны, виднелись одни утесы; на середине склона, справа от ложбины, где вилась дорога, стояла церковь, а слева — дом Шанто. Все это и составляло Бонвиль».
Дом Шанто произвёл на девочку совсем нерадостное впечатление:
«В глазах девочки мелькнула печаль; казалось, она почувствовала на мгновение, что за бесхитростным уютом новой для неё обстановки таятся скрытые горести».
Здесь она знакомится со своим кузеном Лазаром, который старше её на 9 лет. Со временем влюбляется в него. Планируется их брак. Но события складываются иначе. Лазар переменив множество занятий (хотел стать композитором, врачом, пытался запустить предприятие по переработке водорослей, построить плотину (с волнорезами) в Бонвиле, чтобы защитить деревню от разрушающих морских приливов), ни одно не доводит до конца, все его задумки терпят крах, при этом состояние Полины значительно уменьшается, так как Лазар для реализации своих планов не раз прибегает к денежной помощи кузины.
В итоге Лазар женится на Луизе — дочке банкира из Кана с большим приданым, которую он также знает с детства, а теперь испытывает к ней сильное физическое влечение. Полина тяжело переживает это, но в то же время по-прежнему хочет быть единственным источником счастья для своих близких, жертвует собой, несмотря на уговоры давнего друга их семьи доктора Казэнова, предлагающего ей переехать в Сен-Ло к его богатой родственнице, получить там выгодное место, а впоследствии стать наследницей хорошего состояния. При этом Полина сначала принимает решение покинуть Бонвиль после свадьбы Лазара, потому что по-прежнему любит его и не хочет быть свидетельницей личной жизни новобрачных. Но вынуждена остаться из-за дяди, который почти не может обходиться без её помощи во время приступов подагры.
Полина отказывается от личной жизни и остается в Бонвиле, став в дальнейшем поддержкой для Лазара и его семьи.
В романе очень подробно и реалистично описаны роды Луизы. Девушка и её ребёнок (Поль) едва не умерли. Мальчик родился недоношенным и выжил, благодаря Полине, которая своим дыханием помогла сделать ему первый вдох.

## Восприятие
Современники противоположным образом оценили роман Золя. Так, Эдмон де Гонкур записал в своём дневнике:
В этой книге нет для нас ничего действительно интересного, кроме самоанализа, которому подверг Золя под именем Лазара собственный страх и собственную моральную глупость.Оригинальный текст (фр.)Rien de vraiment intéressant dans le livre, pour nous, que l’analyse que Zola a faites de lui-même, de sa peur de lui même, de son extraordinaire coyonnade morale sous le nom de Lazare.
 Совсем иначе воспринял роман Ги де Мопассан, опубликовавший в парижской газете Le Gaulois рецензию, в которой в частности говорилось: 
Среди его [Золя] романов, мало найдётся столь же великих, как история этой простой буржуазной семьи.Оригинальный текст (фр.)Parmi ses plus remarquables romans, il en a peu écrit qui aient autant de grandeur que l’histoire de cette simple famille bourgeoise.

## Адаптации
Роман был экранизирован в 2012 году под названием «La joie de vivre» режиссёром Жан-Пьер Америсом с Анаис Демустье в роли Полины.
В 2016 году на BBC Radio 4 в рамках радиодраматического сериала «Кровь, секс и деньги» Эмиля Золя транслировался фильм «Swindle» — «радикальное переосмысление», во многом вдохновлённое книгой.